# St. Tricat Churchyard
St. Tricat Churchyard is een begraafplaats gelegen in de Franse plaats Saint-Tricat (Pas-de-Calais). De militaire graven worden onderhouden door de Commonwealth War Graves Commission.
De begraafplaats telt 1 geïdentificeerd Gemenebest graf uit de Tweede Wereldoorlog.